# Averham
Averham /ˈɛərəm/ is een civil parish in het Engelse graafschap Nottinghamshire.